# Intergrafia
Intergrafia was in de jaren 50 en 60 een typografisch tijdschrift. Het uitgeversbedrijf Intergrafia was gevestigd te Amsterdam in de Warmoesstraat 151. Hoofdredacteur was de heer Th. H. Oltheten.
Het tijdschrift was voor een deel gewijd aan druktechniek, de problemen die daarbij kunnen optreden, en hoe daarmee om te gaan.
Behalve het tijdschrift, gaf Intergrafia ook een reeks boekjes uit: de Intergrafia-reeks. Ook daarin werden vele druktechnische problemen behandeld, en deze deeltjes waren zeer gewild.

## Intergrafia-reeks
1. Raad en Daad, 1951/52, Een antwoord op vragen uit de practijk van het grafische leven, voorzien van een register, 3 (1952-1) (1952-2) 36 pag. (1953-3) 38 pag.
2. Moderne bindwijzen, (1952-1) 24 pag. (1953-2) 24 pag. met twee bijsluitsels van Proost en Brandt.[1]
3. Drukvormen van Rubber en Plastic, bewerkt naar 'Printing Equipment Engineer', (z.n), (1952-1), (1953-2) 20 pag.[2]
4. Raad en daad 1952-1953, Een antwoord op vragen uit de practijk van het grafische leven, voorzien van een register, Th. H. Oltheten, (1953-1) 32 pag. (1954-2)
5. Het geheim der Amerikaanse productiviteit, Dr. G.W. Ovink, (1953-1) 31 pag.
6. Het bedrijf en zijn mensen, Th.H.Oltheten, (1953-1) 80 pag., met literatuur-opgave
7. Zeefdruk, een volledige beschrijving van deze drukmethode, (z.n) (1953-1) 34 pag. (1955-2) 34 pag.
8. Vormvoorbereiding en planning, (z.n) (1954-1), 30 pag. (1956-2) 30 pag.[3]
9. Raad en daad 1953/54, Een antwoord op vragen uit de practijk van het grafische leven, voorzien van een register, Th.H. Oltheten, (1954-1) 38 pag.
10. Plakken en tegenplakken, F.H.W. Friederich, (1955 -1) 29 pag.[4]
11. Raad en daad 1954-1955, Een antwoord op vragen uit de practijk van het grafische leven, voorzien van een register, Th.H. Oltheten, (1955 -1) 68 pag.
12. Drukpapier onder de loep, bedrukbarheidseigenschappen van papier, F.H.W. Friederich, (1956 -1) 111 pag.[5]
13. Offsetperikelen, gestreken papieren in offset bedrukken, F.H.W. Friederich, (1957 -1) 80 pag.
14. Wat is dat voor papier?, Js Hermans, (1957 -1) 34 pag. + papiervoorbeelden, (1964-2) 88 blz. (1968-4) 88 pag. (1972-4) 92 pag. Wat is er met dat papier, Js Hermans, (1966) Metagrafica-reeks, Prikkels 292, feb, 1966, Proost en Brand[6]
15. Eenvoudige scheikunde voor grafici, Dr. D. Tollenaar, (1959 -1) 159 pag.[7]
16. Lichtleer voor de fotograaf, Dr. O.A. Guinau, (1961 -1) 168 pag.[8]
17. Het is gedrukt... maar hoe? Over zwarte kunst, Js Hermans, (196?-1) 44 pag. + uitvouwblad, en drukvoorbeelden. (196?-2) 44 pag. (196?-3) 46 blz. (198?-4) 46 blz. De verschillende voorbeelden van drukprocedés zijn afkomstig van verschillende drukkerijen, en verschillen bij elk exemplaar van deze uitgave.[9]
18. Kalenders, een thema met vele variaties, Fons van der Linden, (196?-1) 104 pag.[10]
19. Zet het zo, een aantal praktische wenken voor goed zetwerk ten dienste van zetters, correctoren, kopijvoorbereiders, lay-outmen, boekverzorgers, ontwerpers, uitgevers, Bern. C. van Bercum, (1963-3) 71 pag. (1967-4) 69 pag. Twee eerdere drukken van deze uitgave verschenen bij: Uitgeversbedrijf Edecea, Hoorn, (1949-1) 48 pag. (1951-2) 56 pag.[11]
20. Van alles over papier, verschenen in Intergrafia onder de titel Papierjargon, (196?-1) 91 pag. (1971-2) 91 pag.[12]
21. Practisch rekenen, C. Hofman, in leven leraar aan de Amsterdamse Grafische School, zevende druk (196?-1) 68 pag.[13]
22. Leren leven met papier, Js Hermans, (196?-1) 87 pag.[14]
23. Watermerken en papierstructuur, Js Hermans, (19??-1) 66 pag.[15]

Van deel 21 uit deze reeks verschenen zes drukken eerder: bij: N.V. Drukkerij en uitgeverij vh. J.F.Duwaer & zonen, (1938-1) 58 pag., (1942-2) 58 pag., (1944-3) 58 pag., (19??-4), (1955-5) 68 pag. Bij: Uitgeverij Edecea, hoorn, (1960-6) 68 blz.